# Phiale aschnae
Phiale aschnae là một loài nhện trong họ Salticidae.
Loài này thuộc chi Phiale. Phiale aschnae được Makhan miêu tả năm 2006.